# لوك بيسالا
لوك بيسالا (بالفرنسية: Luc Bessala)‏ هو لاعب كرة قدم كاميروني، ولد في 21 سبتمبر 1985 في ياوندي في الكاميرون. لعب مع Metropolitanos F.C. ‏.

## وصلات خارجية
- لوك بيسالا على موقع قاعدة بيانات كرة القدم.إي يو (الإنجليزية)
- لوك بيسالا على موقع Soccerway.com (الإنجليزية)